# 人均收入
人均所得（英語：Per capita income，縮寫：PCI），或平均所得，衡量了在某一地区（城市、地区、国家等）在一个给定的时间区段内（通常為1年）平均每个人的收入。综合地反映一国经济发展水平、经济实力、人民生活水平。它与人口增长成反比，与国民收入增长成正比。 它的计算方式为：用特定区域内的总收入除以其总人口。

## 定義

### 美国
美国人口调查局對人均所得之定義如下：
「人均所得是指在特定地理區域內，統計所有男性、女性及兒童在過去12個月內的貨幣所得之算術平均。」  （超过15岁的儿童纳入统計）

## 制约因素
制約人均國民所得水準的決定性因素為每一就業人口平均所創造的國民所得，其次為就業人口佔勞動適齡人口之比例，以及勞動適齡人口佔總人口的比例。後兩者比例之提升有助於加速人均國民所得的增加，但相較於提高每一就業人口的人均國民所得額，這些因素的影響相對有限。

## 批评
在衡量国家富裕程度上，人均收入受到如下批评：

- 在比较人均收入的时候，需要考虑通货膨胀的因素。 如果没有考虑通胀， 数据就会夸大经济增长的影响。
- 在国际比较中，人均收入会受到生活成本高低的影响而失实，且其并不会被汇率反映出来。 若要比较不同国家间的生活水平， 那么调整购买力平价则能使其更精确地反映出人们用他们的收入实际上能够购买到的产品与服务。
- 这是一个平均值，它无法反映出收入分配情况。 如果一个国家的收入分配不公平，那么一小部分极富有的人就可以提升人均收入，然而大部分人口却无法达到收入的均值。在这方面，收入的中位数要比平均数更有效地揭示真实情况，因为它受到极端值的影响更小。
- 非货币型活动，例如物物交换或是家庭内部提供的服务则并不被计算在内（因为GDP便没有计算这些部分）。而在不同的经济体中，这些经济活动的重要性有高有低。